# Asundi, Gadag
Asundi là một làng thuộc tehsil Gadag, huyện Gadag, bang Karnataka, Ấn Độ.